# إريك أبراهامسون (سياسي)
اريك أبراهامسون (بالإنجليزية: Eric Abrahamson)‏ هو سياسي أمريكي، ولد في 19 يوليو 1956.